# Neopunk
Neopunk ist das achte Soloalbum des Berliner Rappers Prinz Pi. Es erschien am 24. Oktober 2008 über sein Label No Peanuts und Universal Music als Standard- und Premium-Edition, inklusive vier Bonussongs.

## Produktion
Das gesamte Album wurde von dem Musikproduzent Biztram produziert, der auch schon Prinz Pis Album Donnerwetter produzierte. Lediglich den Beat zum Bonussong Sieben Sünden schuf Prinz Pi selbst.

## Covergestaltung
Das Albumcover zeigt einen neongrünen Stern, vor dem sich der Schriftzug Neopunk in großen, dunkelgrünen Buchstaben befindet. An der oberen Zacke des Sterns ist das Logo des Rappers mit dem Buchstaben Pi zu sehen. Der Hintergrund ist in Schwarz gehalten.

## Gastbeiträge
Auf sechs bzw. neun Liedern des Albums sind neben Prinz Pi andere Künstler vertreten. So arbeitete er auf Super Seiajin und Ein bizchen mehr mit DJ Craft, Mitglied der Rapgruppe K.I.Z, zusammen. Der Rapper und Produzent Biztram ist bei den Songs Schädelficken und Wir bleiben immer anti zu hören, während die Sängerin Bina Prinz Pi auf Mein Blut unterstützt. Außerdem hat der Rapper Casper einen Gastauftritt im Track Schlag die Faust. Die Premium-Edition enthält des Weiteren Gastbeiträge der Rapper Frauenarzt (Wir werden nie erwachsen), Jonarama (Der Angsthasentwist) und Basstard (Sieben Sünden).

## Titelliste
| #  | Titel                  | Gastmusiker | Länge |
| -- | ---------------------- | ----------- | ----- |
| 1  | Super Seiajin          | DJ Craft    | 2:46  |
| 2  | 8 Bit Untergrund       |             | 3:29  |
| 3  | Gib dem Affen Zucker   |             | 4:03  |
| 4  | Kann es sein           |             | 2:45  |
| 5  | Nerdhymne              |             | 2:36  |
| 6  | Schlag die Faust       | Casper      | 2:57  |
| 7  | Affen an die Macht     |             | 2:55  |
| 8  | Schläferstündchen      |             | 3:30  |
| 9  | 2030                   |             | 3:49  |
| 10 | Aschenbecher           |             | 5:26  |
| 11 | Mein Blut              | Bina        | 3:44  |
| 12 | Bevor ich aufschlage   |             | 4:12  |
| 13 | Schädelficken          | Biztram     | 3:32  |
| 14 | Spür die Wut           |             | 3:11  |
| 15 | Wir bleiben immer anti | Biztram     | 3:25  |
| 16 | Spring!                |             | 3:32  |
| 17 | Ein bizchen mehr       | DJ Craft    | 3:06  |

Bonussongs der Premium-Edition:
| #  | Titel                    | Gastmusiker | Länge |
| -- | ------------------------ | ----------- | ----- |
| 18 | Wir werden nie erwachsen | Frauenarzt  | 3:43  |
| 19 | 1 Leben lang             |             | 3:47  |
| 20 | Der Angsthasentwist      | Jonarama    | 3:25  |
| 21 | Sieben Sünden            | Basstard    | 7:08  |

## Chartplatzierungen und Singles
Neopunk stieg am 7. November 2008 auf Platz 50 in die deutschen Albumcharts ein und verließ die Top 100 in der folgenden Woche wieder. Bis zu diesem Zeitpunkt war es der höchste Charteinstieg des Rappers.
Mit der Single Gib dem Affen Zucker gelang Prinz Pi zudem erstmals der Einstieg in die deutschen Singlecharts auf Platz 97. Außerdem wurde der Song 2030 ausgekoppelt, der sich aber nicht in den Charts platzieren konnte.

## Rezeption
Die Internetseite rap.de gab Neopunk eine positive Bewertung und bescheinigte dem Rapper einen gelungenen Stilwechsel:

„Prinz Pi hat sich musikalisch wie Image-mäßig neu erfunden und um das Fazit schon einmal vorweg zu nehmen: es gefällt. Schon das Intro ‚Super Seiajin‘ mit Unterstützung von DJ Craft gibt die Richtung des Albums vor. Treibende, mal mehr, mal weniger experimentelle Beats. […] Der Großteil der Hooks ist durch das betont simple und Parolen-artige geradezu dazu prädestiniert, von frenetischem Publikum mitgebrüllt zu werden. […] Egal ob das direkt nach dem ersten Hören zum Ohrwurm mutierende ‚Gib Dem Affen Zucker‘, die quasi auf Platte gebrachte Live-Publikumsanimation ‚Spring‘ oder das großartige ‚Wir Bleiben Immer Anti‘, welches zumindest in meinen Augen zu einem absoluten Highlight von ‚Neopunk‘ zu zählen ist – das ist einfach Musik zum Herumspringen und Durchdrehen. […] ‚Neopunk‘ ist ein gutes Album. Schmeckt vielleicht nicht jedem, kann aber begeistern.“

| Professionelle Bewertungen | Professionelle Bewertungen |
| -------------------------- | -------------------------- |
| Kritiken                   |                            |
| Quelle                     | Bewertung                  |
| laut.de                    | [ 5 ]                      |

Die Internetseite laut.de bewertete das Album mit vier von möglichen fünf Punkten und merkte an, dass es sich von den durchschnittlichen Hip-Hop-Platten abhebe:

„Hier perfektionieren der Rapper und sein Produzent das Prinzip Prinz Pi: Ganz im Stil der Schweizer Uhrmacherkunst fusionieren Aussage, Flow und Beats zu mehr als der Summe der Teile. Da sind sie, die Tracks, die ‚vom Style her auch auf Donnerwetter drauf sein könnten‘ und die Biztram dem Prinzen in Form beatgesäumter Instrumental-Roben auf den Leib maßschneidert. […] Neopunk ist auf schwarzes Polycarbonat gepresstes Zirkeltraining: Auf die Knie fallen, in die Luft springen, hie und da eine Augenbraue kritisch hochziehen, pogen, bis einer heult und dann von vorne. Die inhaltliche Genetik der Songs bleibt dabei grundsätzlich unangetastet: Story, Sozialkritik und Party, die nur so klingt als ob. Beat-Chirurg Biztram mischt indes mithilfe des Defibrillators den DNA-Pool kreativ, manchmal etwas exzentrisch, aber immer stark elektrisch auf.“